# Дропија (Констанца)
Дропија (рум. Dropia) насеље је у Румунији у округу Констанца у општини Тортоман. Oпштина се налази на надморској висини од 55 m.

## Становништво
Према подацима из 2002. године у насељу је живело 80 становника, од којих су сви румунске националности.